# 无毛臂形草
无毛臂形草（学名：Brachiaria villosa var. glabrata）为禾本科臂形草属下的一个变种。